# زين سميث
زين سميث (بالإنجليزية: Zane Smith)‏ هو سائق سباق أمريكي، ولد في 9 يونيو 1999.